# Фотостатическая машина

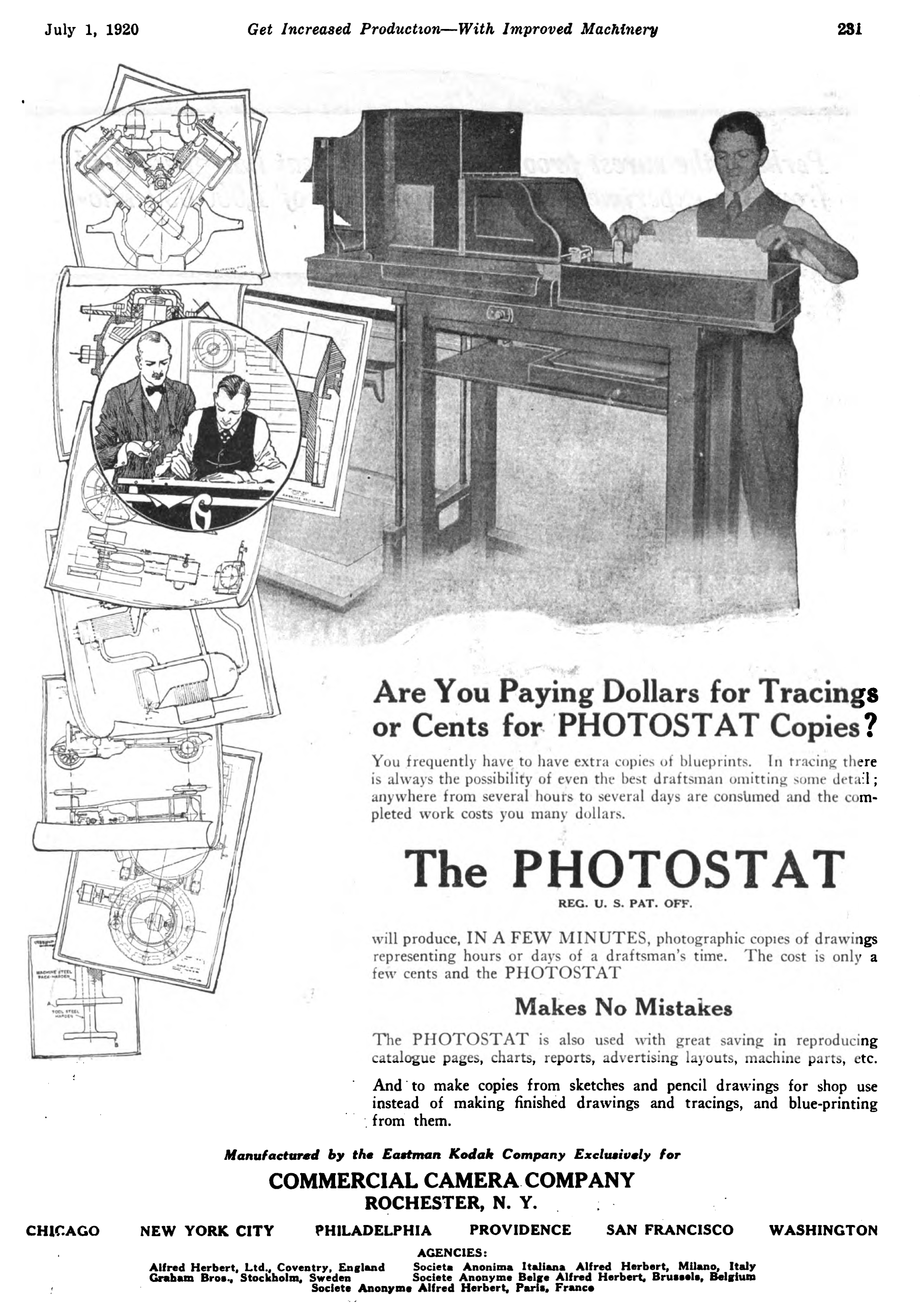
Реклама фотостата в «American Machinist», 1920 год.

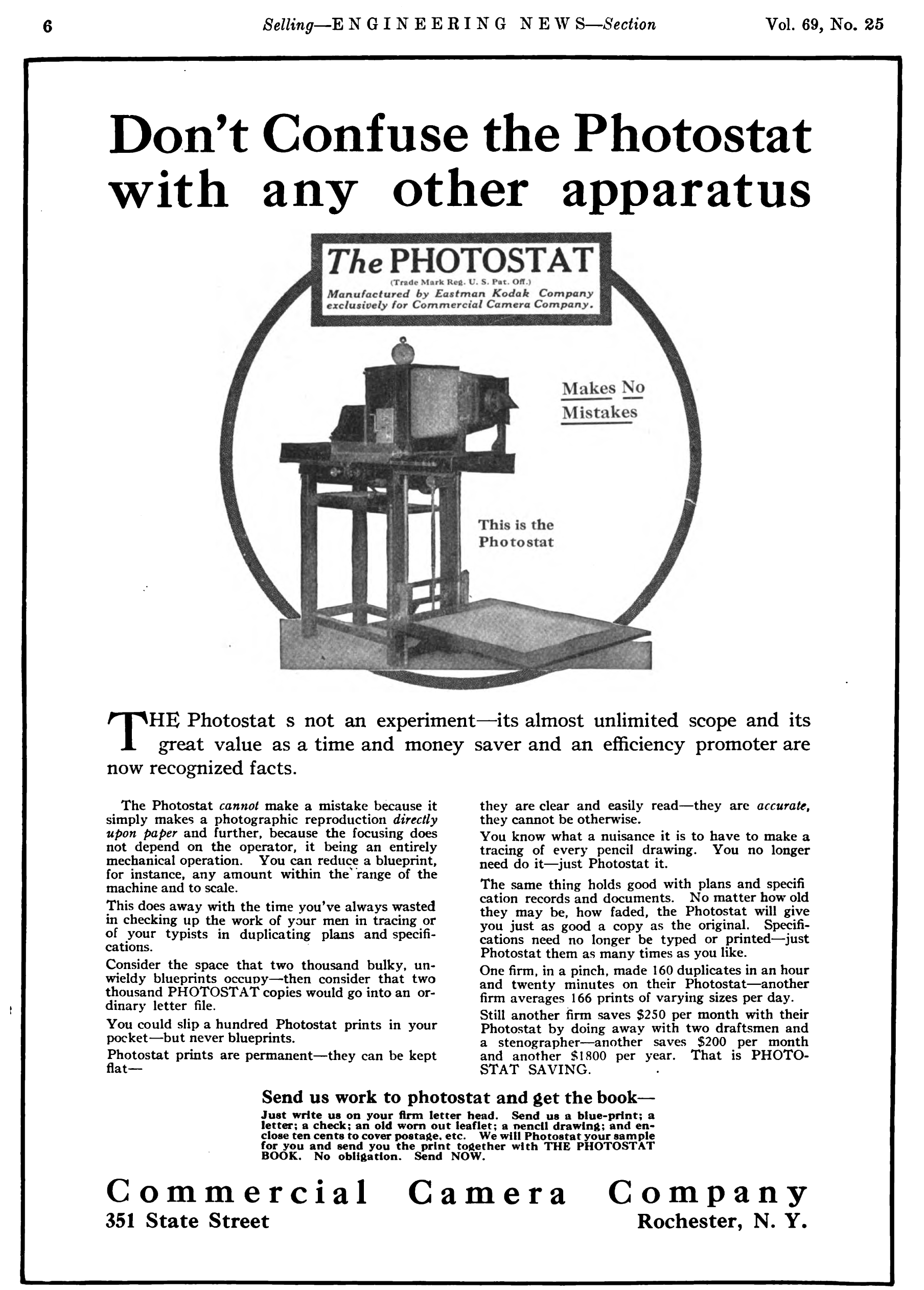
Реклама фотостата в «Engineering News», 1913 год.

Фотостатическая машина, или Фотостат (англ. Photostat machine, Photostat) — ранний проекционный копировальный аппарат, созданный в начале 1900-х годов компанией Commercial Camera Company, которая затем стала корпорацией Photostat. Имя «Photostat», которое первоначально было торговой маркой компании, стало обобщенным и часто использовалось для обозначения аналогичных машин, выпускаемых компанией Rectigraph.

## История

### Предпосылки к созданию
Рост бизнеса во время промышленной революции создавал потребность в более эффективных средствах транскрипции, чем ручное копирование. Углеродная бумага была впервые использована в начале 19 века. К концу 1840-х годов копировальные прессы использовались для копирования исходящей корреспонденции. Один за другим появились другие методы. Они включали «многопланового писателя», разработанного из пантографа Кристофа Шейнера и используемого Марком Твеном; копировальные ванны; копирование книг; и роликовые копировальные аппараты. Среди наиболее значительных из них был Blue process в начале 1870-х годов, который в основном использовался для составления архитектурных и инженерных чертежей. В 1874 году появились поверхностные копиры (более известные как «машины Mimeograph») и Cyclostyle в 1891 году. Все были ручными и в них использовались пачкающиеся жидкости.

### Компания Rectigraph и фотостатические машины
Джордж К. Бейдлер из Оклахома-Сити основал Rectigraph Company в 1906 или 1907 годах, выпустив первые фотокопировальные машины; он позже перенёс компанию в Рочестер (штат Нью-Йорк) в 1909 году, чтобы быть ближе к Haloid Company, его основным поставщиком фотобумаги и химических веществ.
Компания Rectigraph была приобретена Haloid Company в 1935 году. В 1948 году Haloid приобрела права на производство ксерографического оборудования Честера Карлсона, а в 1958 году фирма была реорганизована в Haloid Xerox, Inc., которая в 1961 году была переименована в Xerox Corporation. Haloid продолжал продавать машины Rectigraph в 1960-х годах.
Бренд-машина Photostat, отличающаяся работой от Rectigraph, но с таким же методом фотографического копирования документов, была изобретена в Канзас-Сити Оскаром Т. Грегори в 1907 году. Справочник города с 1909 года показывает его «Gregory Commercial Camera Company». К 1910 году Грегори совместно подал заявку на патент с Норманном У. Кархаффом из отдела фотографии Геологической службы Соединенных Штатов на определенный вид фотографической камеры для быстрого и легкого фотографирования небольших объектов, с дополнительным объектом «представить камеру вида, известного как „копирующие камеры“, которая будет простой и удобной […]». В 1911 году была создана the Commercial Camera Company в Провиденсе, Род-Айленд. К 1912 году были использованы машины марки Photostat, о чем свидетельствует запись в Публичной библиотеке в Нью-Йорке. К 1913 году в рекламе была описана Commercial Camera Company, головной офис которой находится в Рочестере, а также лицензионные и производственные отношения с Eastman Kodak. Пара подала еще одну патентную заявку США в 1913 году, развивая свои идеи. К 1920 году дистрибьюторское агентство на различных европейских рынках было продано компаниями Альфреда Герберта. The Commercial Camera Company, по-видимому, стала корпорацией Photostat в 1921 году, поскольку «The Commercial Camera Company» упоминается как прежнее название Photostat Corporation в выпуске «Патентный и торговый знак» 1922 года. В течение как минимум 40 лет бренд был достаточно распространен и популярен.
Корпорация Photostat в конечном итоге была поглощена Itek в 1963 году.

## Описание
Обе машины, Rectigraph и Photostat, состояли из большой камеры, которая фотографировала документы и экспонировала изображение на рулоны чувствительной фотобумаги длиной около 110 м. Для поворота изображения перед объективом была размещена призма. После 10-секундной экспозиции бумага направлялась на проявляющую и закрепляющие ванны, затем высушивалась воздухом или машиной. В результате за две минуты получался негатив, из которого можно было делать любое количество фотографий.
Фотографические отпечатки, создаваемые такими машинами, обычно назывались «фотостатами». Глаголы «photostat», «photostatted» и «photostatting» обозначали процесс создания копий на такой машине так же, как название торговой марки «Xerox» позднее использовалось для обозначения любой копии, сделанной с помощью электростатического фотокопирования. Люди, которые эксплуатировали эти машины, были известны как операторы фотостата.
Дороговизна и неудобства фотостатов побудили Честера Карлсона изучить электрофотографию. В середине 1940-х годов Карлсон продал права на свое изобретение, которое стало известно как ксерография, Haloid Company, и фотостатирование вскоре ушло в прошлое.